# Pacecco De Rosa
Pacecco De Rosa, pseudonimo di Giovan Francesco De Rosa (Napoli, 26 dicembre 1607 – 1656), è stato un pittore italiano tra i protagonisti della pittura napoletana del Seicento.
Influenzato inizialmente dalla pittura naturalista del patrigno Filippo Vitale, seguì col tempo la maniera del Domenichino e di Massimo Stanzione, distinguendosi dagli altri pittori napoletani del tempo per il purismo classicizzante delle sue opere.

## Biografia

### La formazione naturalista presso la bottega di Filippo Vitale
Figlio del pittore manierista Tommaso (di cui si conosce a Napoli una sola sua opera certa, il Martirio di sant'Erasmo nella basilica dello Spirito Santo) e di Caterina De Mauro, fratello di cinque anni più piccolo della pittrice Diana (una delle rare pittrici donna del tempo), Pacecco fu imparentato con diversi pittori napoletani coevi: la madre, rimasta vedova, si risposò nel 1612 con il pittore Filippo Vitale, la sorella Annella sposò invece Agostino Beltrano, mentre l'altra sorella, Grazia, andò in nozze con lo spagnolo Juan Do.

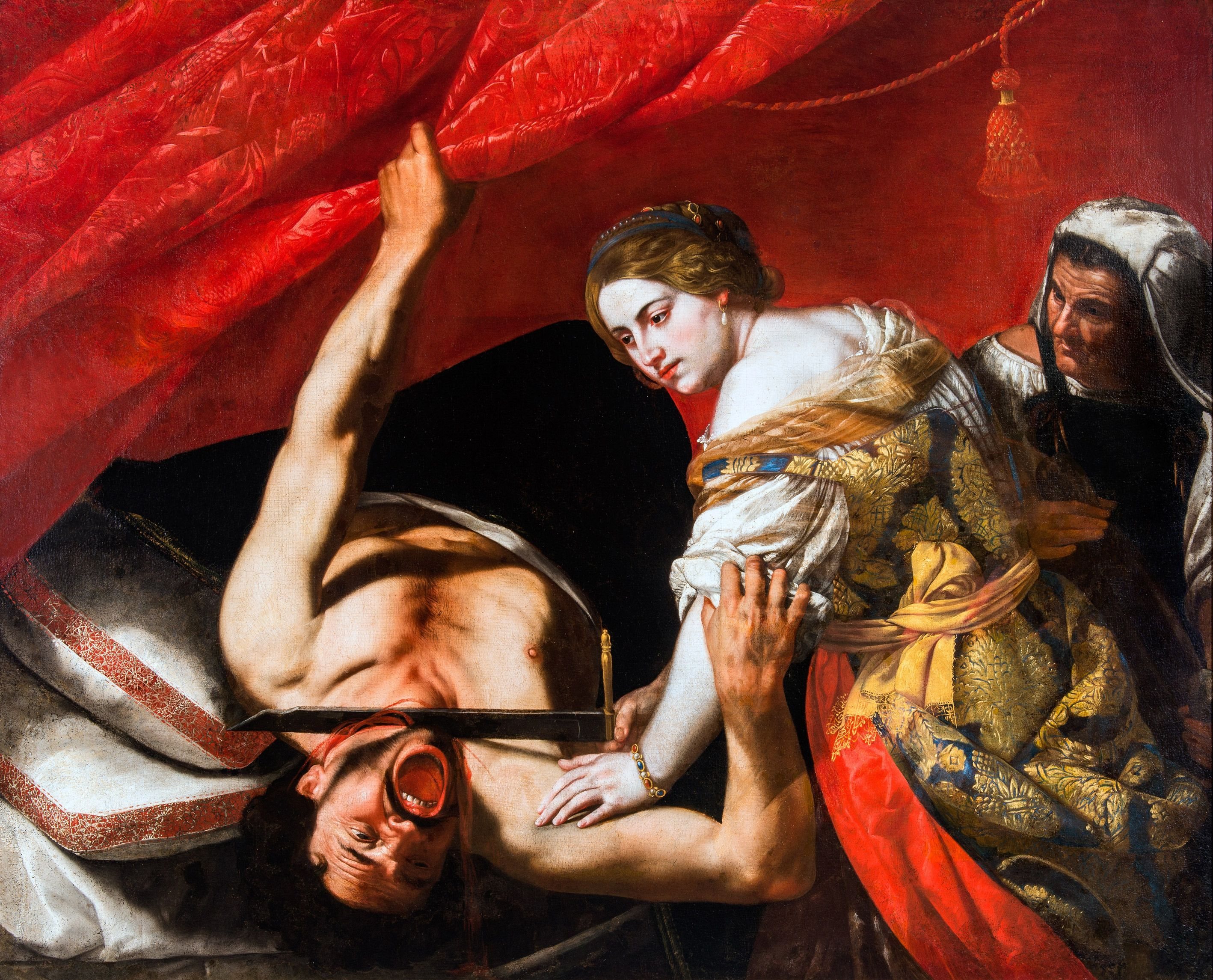
Giuditta e Oloferne, collezione privata. Inizialmente assegnata a Pacecco in collaborazione con Filippo Vitale, oggi è attribuita esclusivamente al secondo.

«Molto deve la nobile arte della pittura a Pacecco de Rosa»; con questo giudizio Bernardo De Dominici, biografo dei pittori napoletani seicenteschi, cominciava il suo capitolo sull'artista. Ritenuto dai critici ispirato dall'artista coevo Massimo Stanzione, se non addirittura, secondo alcuni, suo allievo, così come la sorella Annella, il De Rosa subisce invece in età giovanile l'influenza del patrigno, Filippo Vitale, presso cui certamente ne frequentò la sua fiorente bottega (dov'erano anche Aniello Falcone e Francesco Guarini) assieme alla sorella. Il Vitale era al tempo un pittore naturalista già affermato in città, da cui sia Pacecco che Diana evidentemente ne trassero spunti stilistici. I pagamenti registrati e scambiati tra Vitale e Pacecco sono la prova di quanto i due abbiano collaborato nelle redazioni iniziali del loro rapporto, cioè quelle in cui il primo deteneva la guida mentre il secondo era collaboratore: questo rapporto di maestro-collaboratore reciproco andrà poi invertendosi col passare degli anni man mano che si consoliderà l'affermazione artistica del Pacecco nel panorama napoletano.
A causa della scarsità di informazioni certe riferite al pittore risulta difficile ricostruire la sua vita con una certa puntualità, in particolar modo il suo catalogo. Più nello specifico, tutti i dipinti giovanili dell'artista sono di difficile datazione e attribuzione sia a causa della mancanza di fonti biografiche certe di quel periodo sia per la difficoltà a distinguere il pittore dal patrigno. Le opere del Pacecco sono state spesso oggetto di discussione circa la loro concreta attribuzione anche con altri due pittori coevi, Andrea Vaccaro (che però ha strutturato una pittura più distinguibile dal De Rosa nel corso della sua carriera, grazie all'avvicinamento dello stile vandyckiano) e Francesco Guarini.
Il soprannome Pacecco non si sa a cosa sia dovuto, probabilmente la parola "Cecco" è la diminuzione di Francesco, mentre il monosillabo "Pa" è la riduzione di "padre", dovuta verosimilmente alla sensibilità religiosa dell'artista o alle capacità manageriali dello stesso.
Seppur il pittore figura tra gli stanzioneschi che seguirono la corrente classicista, anziché naturalista, le prime opere del Pacecco, tutte influenzate dal patrigno, dimostrano di aver subito l'influenza del Caravaggio. Sono riconducibili a questa fase le varie redazioni del San Gennaro e del San Biagio guaritore, il Martirio di san Lorenzo di Lizzanello, la Strage degli innocenti, la Rebecca al pozzo e il San Giovanni Battista di Bagnoli Irpino, la Deposizione del Museo di San Martino, quest'ultima palesemente in sintonia con la versione di Filippo Vitale nella chiesa di Santa Maria Regina Coeli oltre che per la composizione in sé anche per i preziosi panni che coprono le figure ritratte.

### La svolta classicista

#### L'avvicinamento a Massimo Stanzione
Secondo Bernardo De Dominici il Pacecco dopo gli anni nella bottega del patrigno svolse l'apprendistato presso quella di Massimo Stanzione, grazie al quale si avvicinò al colorismo e al classicismo carraccesco cui il maestro guardava già dagli anni '30 e che gli meritarono l'appellativo di «Guido [Reni] partenopeo». Più o meno veritiera che sia l'informazione del biografo, resta fermo l'apporto stilistico che Stanzione ha lasciato all'arte di Pacecco De Rosa.
Già dal 1636 il Pacecco mostra col San Nicola di Bari ed il garzone Basilio (sacrestia della certosa di San Martino) un'apertura al classicismo di Stanzione, dove si notano anche tendenze importate dal Domenichino, attivo in città dal 1631 presso il cantiere della cappella di San Gennaro. Si tratta della prima opera documentata del pittore dove, nonostante il cambio di stile evidente, si conservano tuttavia da Filippo Vitale alcuni passaggi specifici (comunque non stilistici), come il brano della figura del piccolo Basilio nella scena che riprende quella dell'Angelo custode della chiesa della Pietà dei Turchini realizzata dal Vitale.
Allo stesso periodo risalgono alti due documenti di pagamento certi che consentono di delineare un profilo più puntuale sul pittore: uno è riferito alla Madonna della Purità per la chiesa di Santa Maria di Costantinopoli, soggetto del cinquecentesco Luis de Morales che entrò in voga dopo l'affissione nella cappella da cui il nome del soggetto in San Paolo Maggiore e che il Pacecco rifece in più occasioni, mentre un altro è riferibile a un dipinto oggi non identificato.
Dalle fonti certe si evince una sorta di rapporto di mediazione dello Stanzione verso il Pacecco, al quale girò il compito di realizzare alcune copie di figure e teste di Guido Reni per conto del principe di Conca Giulio Cesare II di Capua.

#### La maturità (post1640)
Dagli anni '40 del Seicento Pacecco De Rosa dimostra di fare uso sapiente del colorito nelle sue tele, dove predilige i colori primari dell'azzurro (dato dal lapislazzulo e dall'azzurrite), del giallo di Napoli e del bianco argenteo negli incarnati delle figure ritratte conditi dal rosso delle labbra e delle gote, nello stile della terza maniera di Guido Reni, che troverà l'apice realizzativo con il gruppo di opere d'Avalos. La pittura di Pacecco assume con la maturità un preziosismo cromatico che non termina con l'uso del colore, ma arriva anche nei pregi delle vesti delle figure dipinte (mediante merletti e ricami con fili d'oro) e in elementi di abbellimento particolarmente aristocratici, quali gioielli, braccialetti, perle, diademi e collane che vengono indossati dalle figure femminili o che vengono collocati nella scena con lo scopo di arricchire di purezza l'insieme raffigurato.

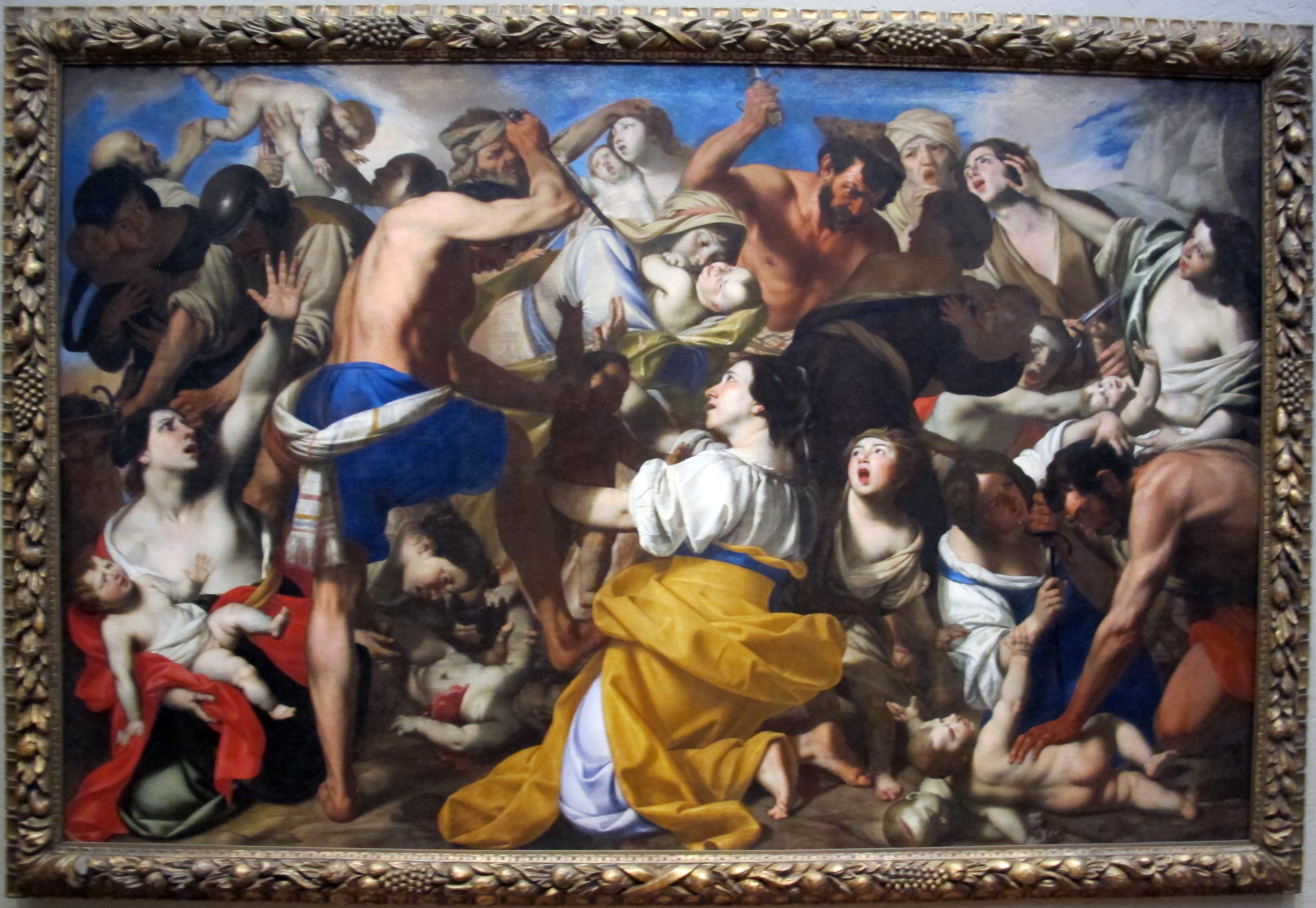
Strage degli innocenti, Museum of Art (Philadelphia)

Opere della maturità di grande rilievo artistico è il Massacro degli innocenti, ora al Museo di Filadelfia, interessante sotto il profilo stilistico perché testimonia la comprensione del colorismo classicista dello Stanzione e del Domenichino a discapito del naturalismo manifestato invece in un'altra redazione del medesimo soggetto compiuto quand'era alla bottega del Vitale. L'opera palesa altresì un rimando esplicito all'opera forse più importante su questo tema, ossia alla versione che Guido Reni compì sul finire del primo decennio del Seicento, da cui Pacecco rielabora la drammaticità gestuale della composizione seppur realizzando la tela a taglio orizzontale (mentre quella del bolognese è verticale).
Con l'Annunciazione in San Gregorio Armeno, compiuta nel 1644, il pittore consacra la maturità artistica e il definitivo passaggio stilistico verso il purismo accademico e classicista del Domenichino, divenendo uno dei più apprezzati pittori locali di questa corrente, sia per la committenza pubblica religiosa che per quella laica privata; in tale senso il De Dominici scrisse: «In case particolari poi ve ne sono infinite, ma i palagi del Duca di Maddaloni, del principe di Tarsia, del principe di Sonnino e di tutti i titolati son pieni di sue opere».
In quest'ultimo senso ricadono intorno al 1645 circa le svariate commesse che il pittore riceve da Andrea d'Avalos per la collezione di famiglia, il quale volle una serie di opere a tema mitologico con connotazioni erotiche e su cui il Pacecco diede forse la miglior prova di sé. Appartengono a questo ciclo il Bagno di Diana, il Giudizio di Paride, la Venere e Marte, la Venere con satiro e amorini e la Didone abbandonata, tutti oggi al Museo di Capodimonte.
Una sorta di firma personale dell'autore entro le proprie composizioni è rappresentata dal suo cane, raffigurato in molti dipinti ai margini della scena (Incontro di Rachele e Giacobbe, Rebecca ed Elezier al pozzo, Giudizio di Paride). Secondo il De Dominici De Rosa utilizzò nelle figure femminili del Bagno di Diana, della Rebecca al pozzo (entrambe le versioni), del Ritrovamento di Mosè, della Susanna e i vecchioni, e anche in quello dell'Allegoria della Flora, i ritratti delle tre nipoti, figlie di Grazia e Juan Do (Anna, Speranza e Caterina). Tuttavia questo dato non è del tutto fondato, in quanto le tre ragazze, nate tra il 1637 e il 1652, sarebbero state troppo giovani rispetto alle figure dipinte; pertanto è verosimile che il biografo abbia confuso le nipoti con le sorelle del pittore (Diana, Lucrezia e Maria Grazia), le quali secondo le testimonianze dell'epoca erano note per essere ragazze di bell'aspetto.

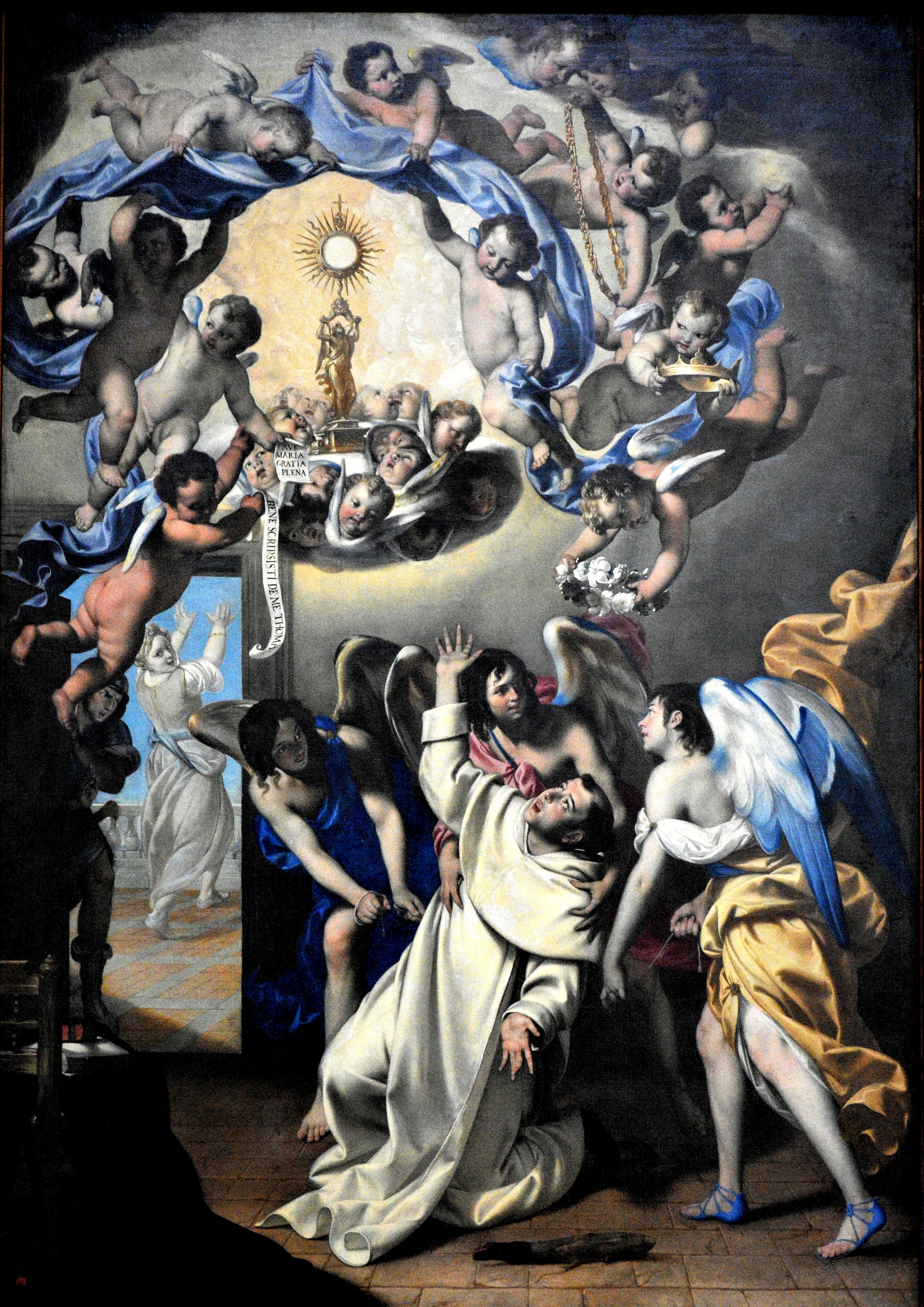
San Tommaso riceve il cingolo della castità, basilica di Santa Maria della Sanità (Napoli)

Dai documenti certi rinvenuti il De Rosa risulta si sia avvalso alcune volte di svariati pittori per dipingere specifiche parti entro i suoi quadri, come Luca Forte, che realizzò i fiori nell'Allegoria della Flora, nonché Pietro Fiammingo per altri inserti di natura morta e Didier Barra per la vista a volo d'uccello della città di Napoli nella parte inferiore del Sant'Antonio da Padova in San Lorenzo Maggiore.
Nella tarda maturità il pittore si diede ad alcune grandi pale d'altare di notevole spessore qualitativo, come il San Tommaso riceve il cingolo della castità per la chiesa di Santa Maria della Sanità a Napoli, l'Immacolata Concezione con san Francesco d'Assisi e sant'Antonio da Padova di Vibo Valentia, la Madonna col Bambino, san Domenico, san Gaetano e l'Angelo custode di Sant'Agata di Puglia ed infine la Madonna e San Carlo Borromeo per la chiesa di San Domenico Maggiore a Napoli, in cui ritorna anche in fase avanzata della carriera l'antica collaborazione con il Vitale e in cui si assiste a una variazione del classico tema iconografico in quanto san Domenico è presente nel dipinto quasi in secondo piano e defilato rispetto a san Carlo.

### La morte
Dove e quando sia morto l'artista non si sa; come accadde per altri pittori napoletani morti nello stesso anno, le cause sono da ricercare nell'epidemia della peste del 1656. Non esiste un ritratto ufficiale del pittore; parte della critica moderna ritiene che questi si può individuare nella figura giovanile che compare a sinistra del Martirio di san Biagio di Lecce (ad ogni modo, secondo il De Dominici, anche lui così come le tre sorelle era di bell'aspetto).

## Opere

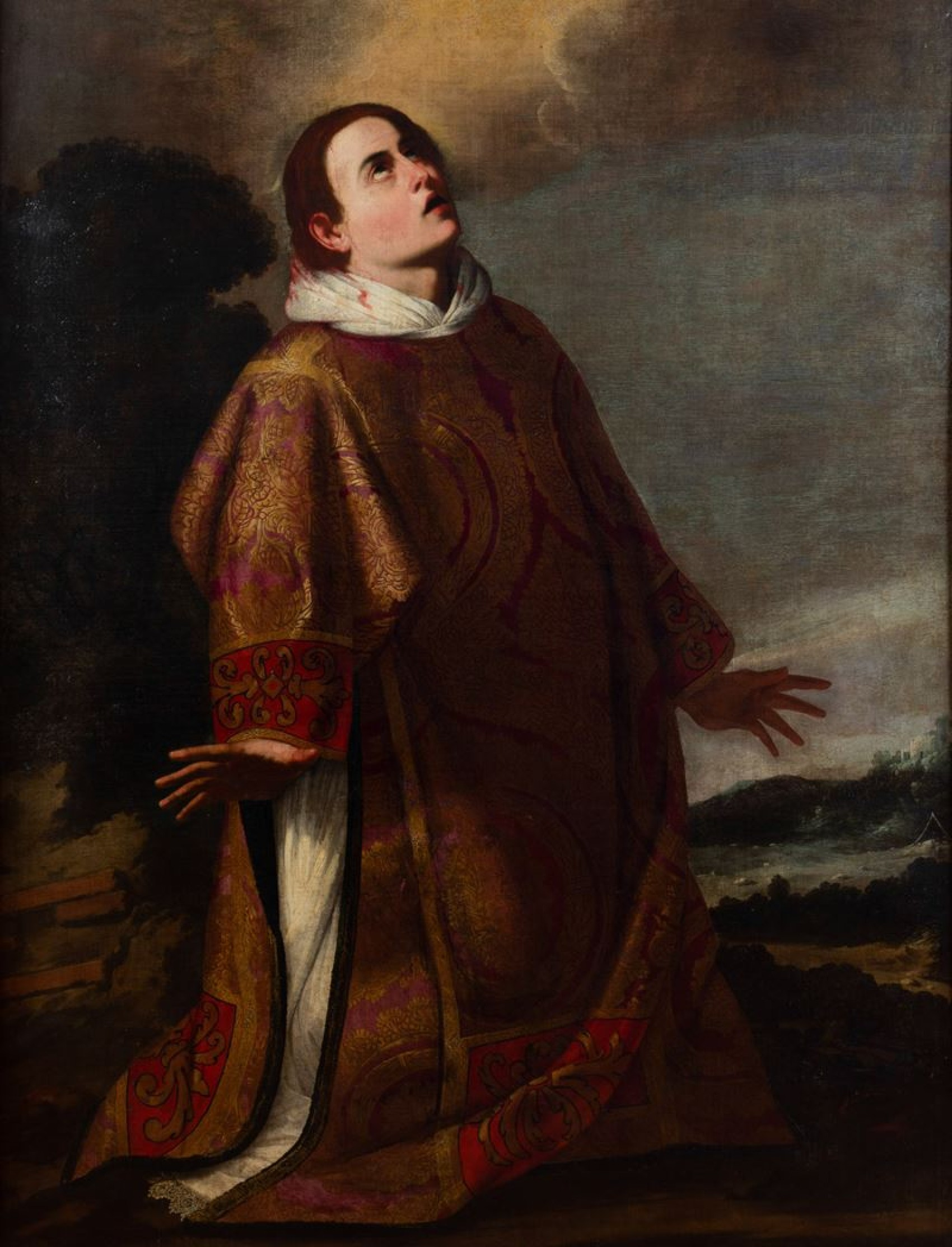
Santo Stefano